# Megayoldia thraciaeformis
Megayoldia thraciaeformis is een tweekleppigensoort uit de familie van de Yoldiidae. De wetenschappelijke naam van de soort is voor het eerst geldig gepubliceerd in 1838 door Storer.